# Дом Подгорского
Дом Подгорского (также известный под названием «Замок барона») — усадьба на пересечении Театральной (ныне ул. Лысенко) и Ярославова Вала в г. Киеве. В литературе дом Подгорского так же иногда называют «Приют Рыцаря».

## История строительства
В 1857 году этот участок (тогда ещё не распланированный) получила Анна Герасимовна Калита, жена генерал-лейтенанта Тараса Калиты, начальника артиллерийских гарнизонов Киевского военного округа. Землю предоставила городская управа в обмен на их застроенную усадьбу на Печерске по ул. Рыбальской, которая подлежала сносу из-за строительства новой Киевской крепости.
В 1858—1861 годах был возведён двухэтажный дом, ориентированный удлинённым фасадом с парадным подъездом на улицу Театральную, с балконом под ним (ныне ул. Лысенко, 2). Считается, что дом спроектировал архитектор Ф. Голованов. На первом этаже было 12 комнат, на втором — 10. Во дворе усадьбы стояли одноэтажные жилые флигели, каменная кухня, каретный сарай. Был и сад, в котором росли 25 фруктовых деревьев и 30 кустов.
После смерти собственницы усадьбы, генеральши Калиты, эта недвижимость по завещанию перешла в наследство её детям, а по купчей от 17 ноября 1892 года — в собственность помещика Михаила Подгорского.
В те времена на город надвигалась знаменитая «строительная лихорадка». Новый собственник в феврале 1895 года и в январе 1897-го оформляет в Киевском земельном банке два долгосрочных займа под залог недвижимости на сумму 117 тыс. руб. Затем рядом со скромным угловым особнячком появился экзотический четырёхэтажный доходный дом, сооружённый в 1896—1897 годах по проекту инженера Н. Н. Добачевского.

## Архитектура
Сложный план участка на изгибе улицы, ограниченность имевшимися на момент сооружения двухэтажными достаточно скромными соседними зданиями обусловили необычность архитектурного образа, казалось бы, обычного по структуре секционного жилого дома.
Однако эта неординарность происходила и от личности зодчего, его творческого дарования, художественного вкуса и, возможно, желания продемонстрировать свои творческие возможности среди пёстрой киевской архитектурной массы, где неординарность мышления была довольно редкостным явлением.
Парадный вход устроен не просто с улицы, а через ворота, украшенные статуями крылатых демонов, удерживающих эркер. Проезд во двор учитывал габариты конных экипажей, вследствие чего по обеим сторонам видны возвышения, ограничивавшие движение колёс относительно ворот. Обращает на себя внимание искусный лепной свод в проезде и тяжёлые наборные створы ворот и парадных дверей.
На пороге гостей встречает приветственная надпись «Salve», сделанная в мозаичном полу в технике «терраццо». Бросается в глаза отделка лестницы алебастровыми фигурными балясинами. Такой лестницы, как и другого такого дома, в Киеве не существует.
На втором и третьем этажах размещались десятикомнатные квартиры. Их потолки украшала лепнина. Особенно украшали квартиры кафельные изделия киевской фабрики И. Анджеевского. В сторону двора выходили помещения для прислуги, сгруппированные в два уровня, с невысокими потолками и маленькими оконцами. Эти «службы» с кухнями имели отдельные чёрные лестницы, по которым заносили продукты, дрова для отопления и кухонных плит, выносили мусор и золу. С этой стороны дом имеет семь этажей.

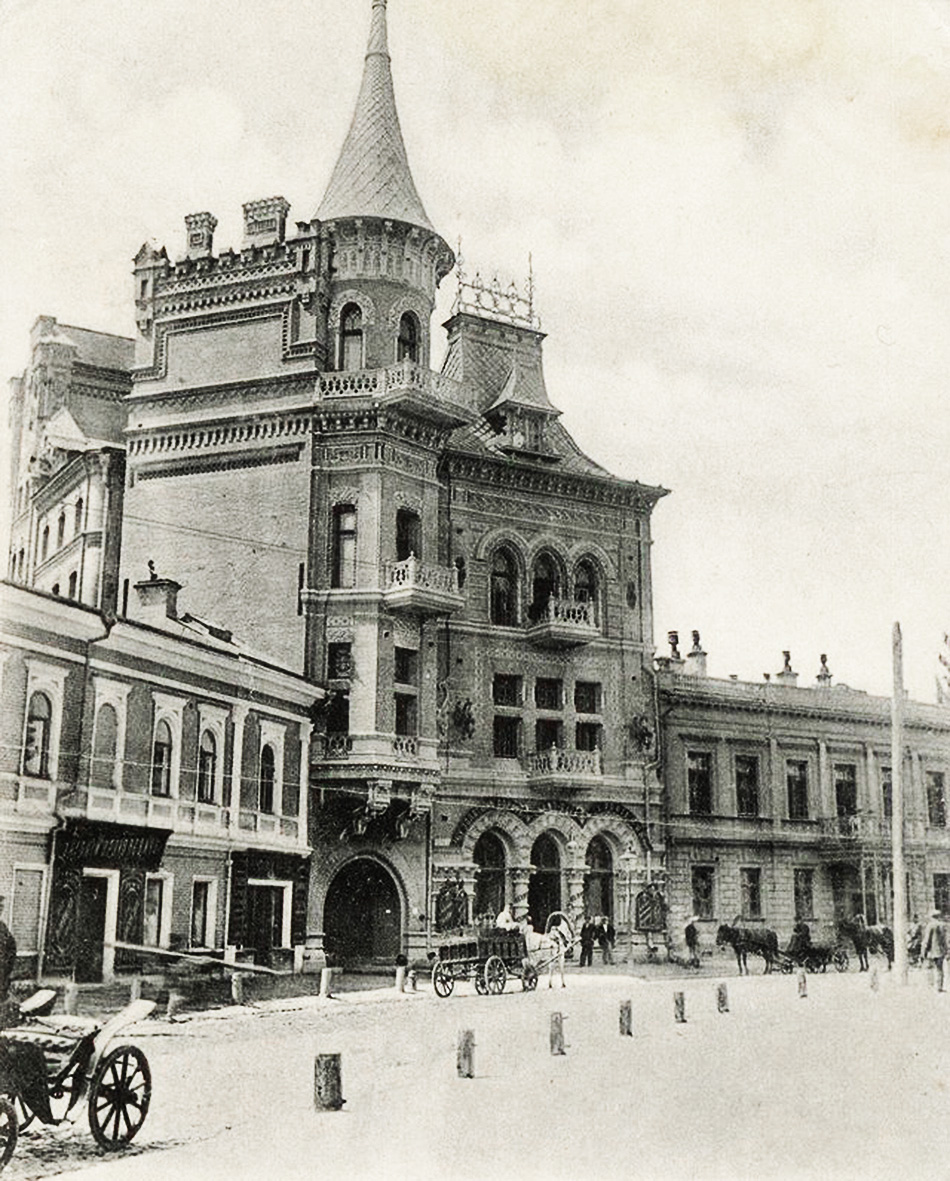
Дом Подгорского, 1903
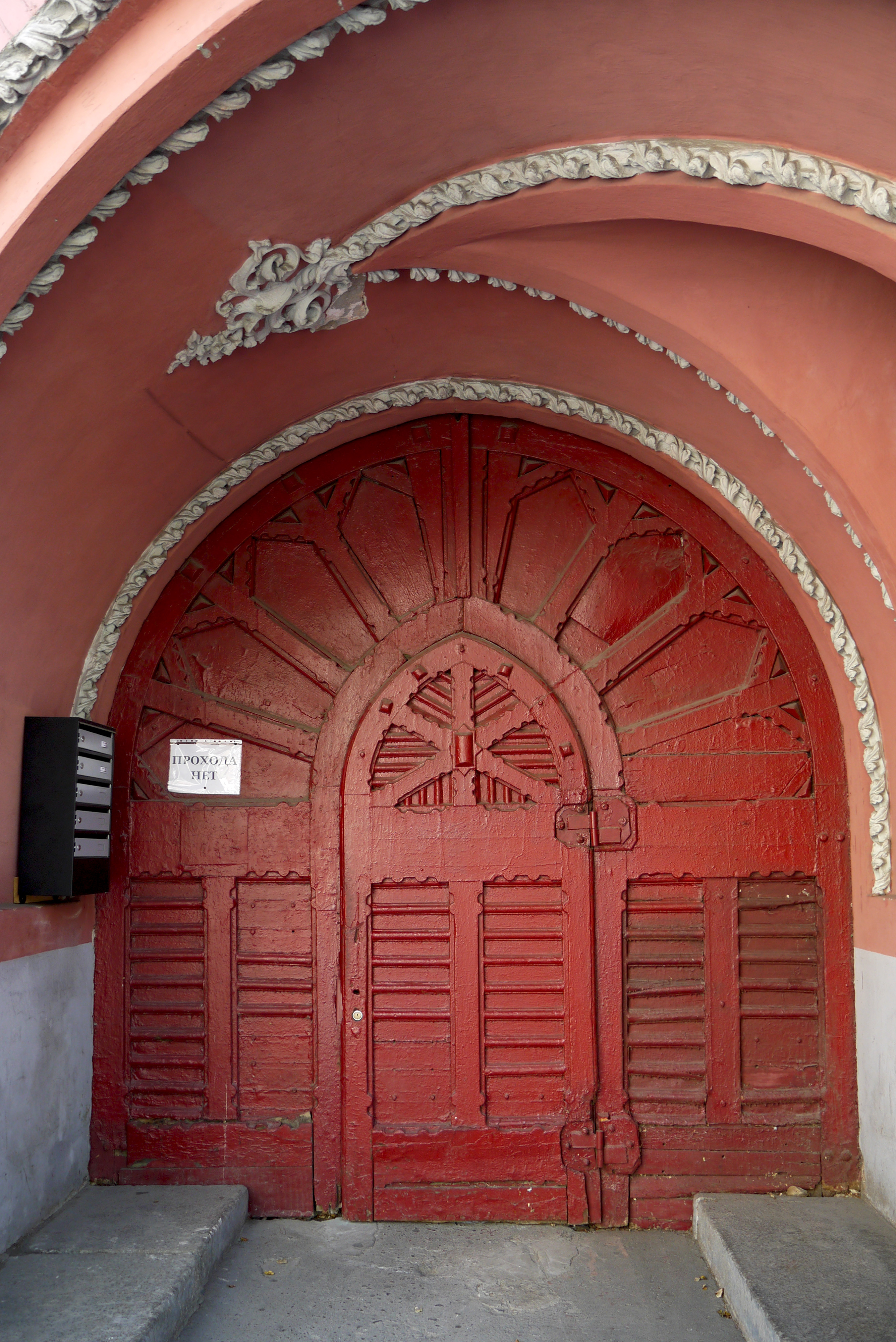
Ворота
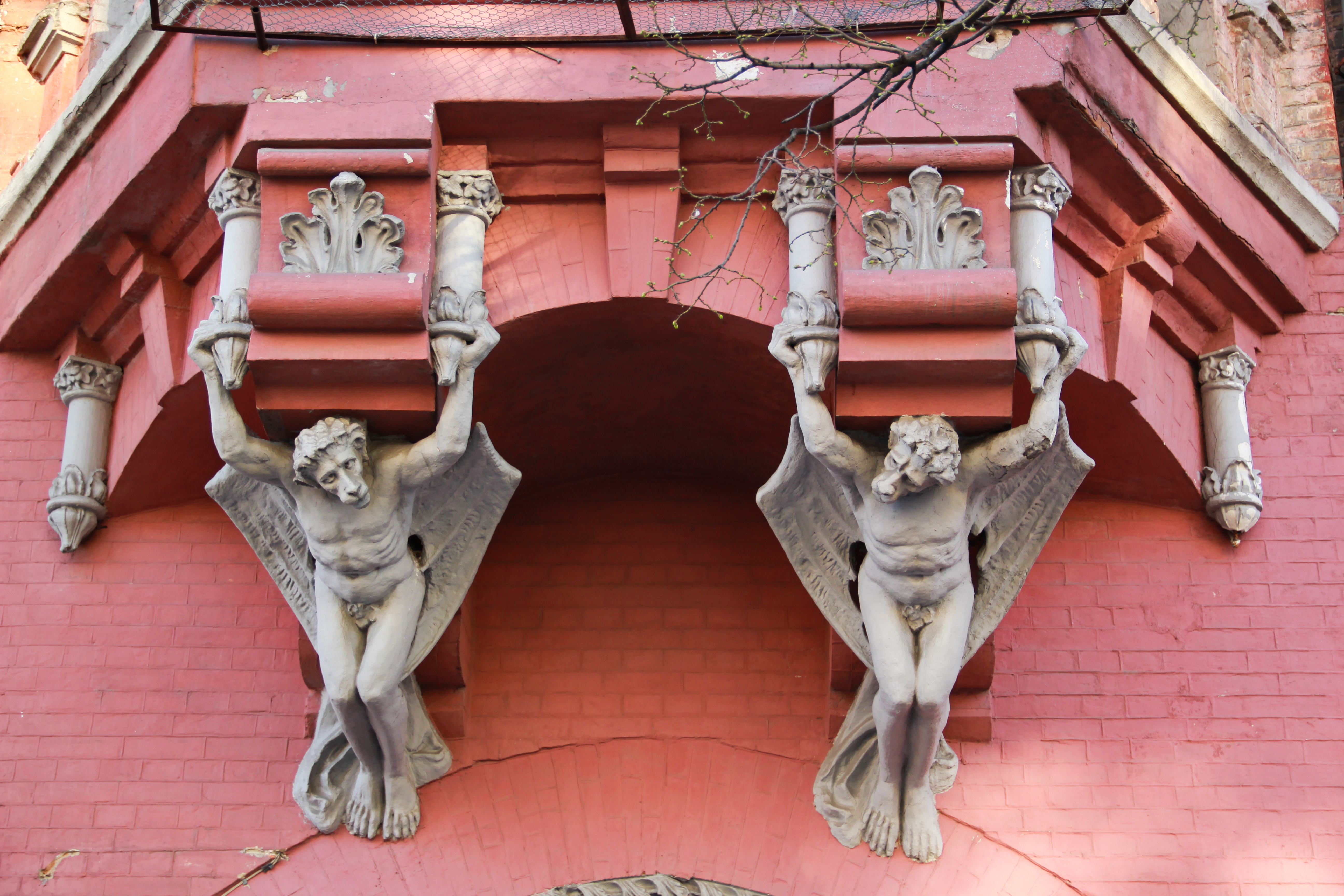
Крылатые демоны, удерживающие эркер
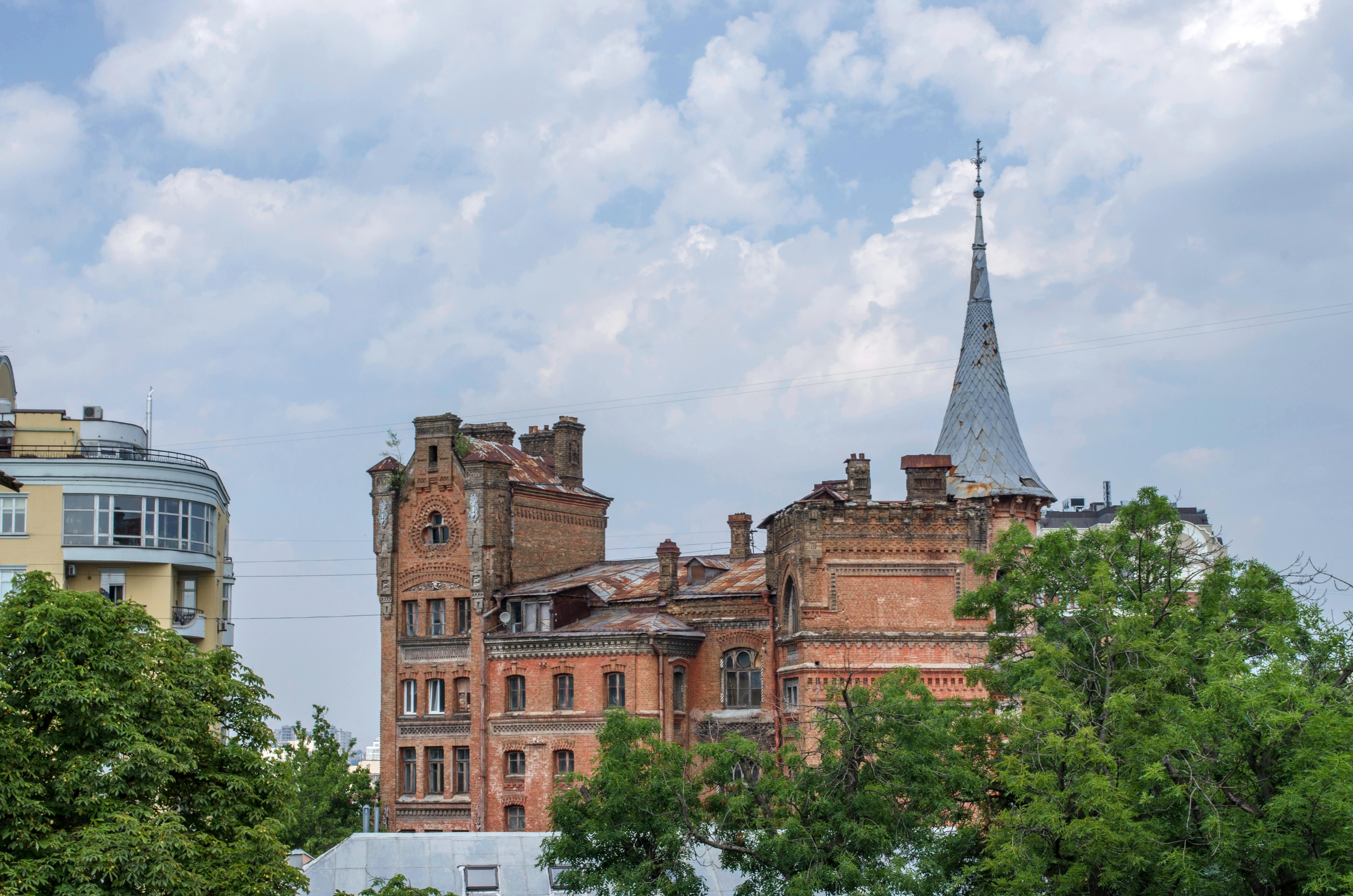
Крыша
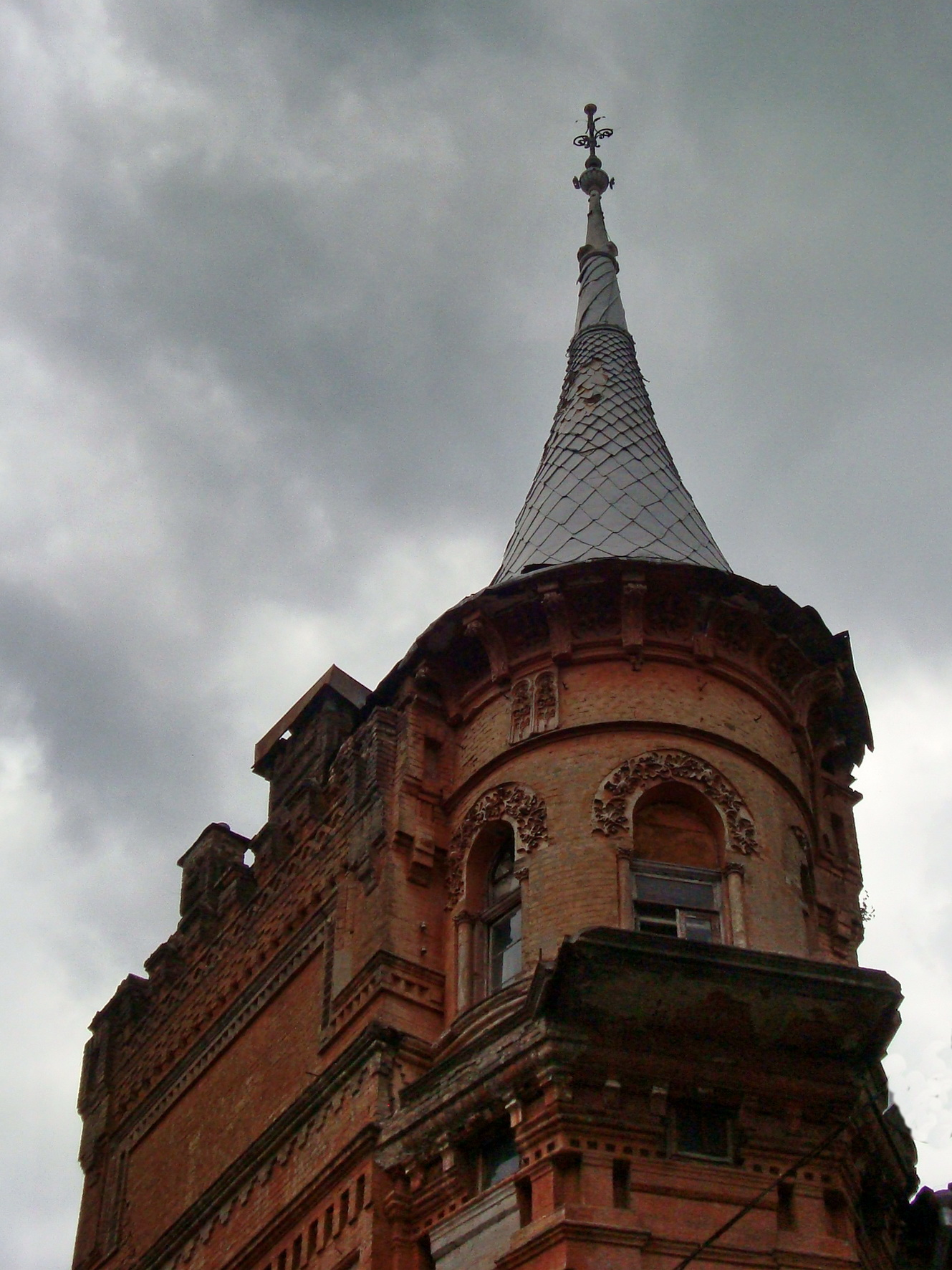
Шпиль

## Иконография
В современных исследованиях высказывается мнение, что «Приют рыцаря» был стилизован под французский замок раннего Ренессанса. В ранней версии этого стиля готика ещё сильно напоминает о себе. Вероятно, это некоторое стилевое сходство дома с замками Франции послужила появления версии о том, что проект дома был заказан М. Подгорским во Франции.

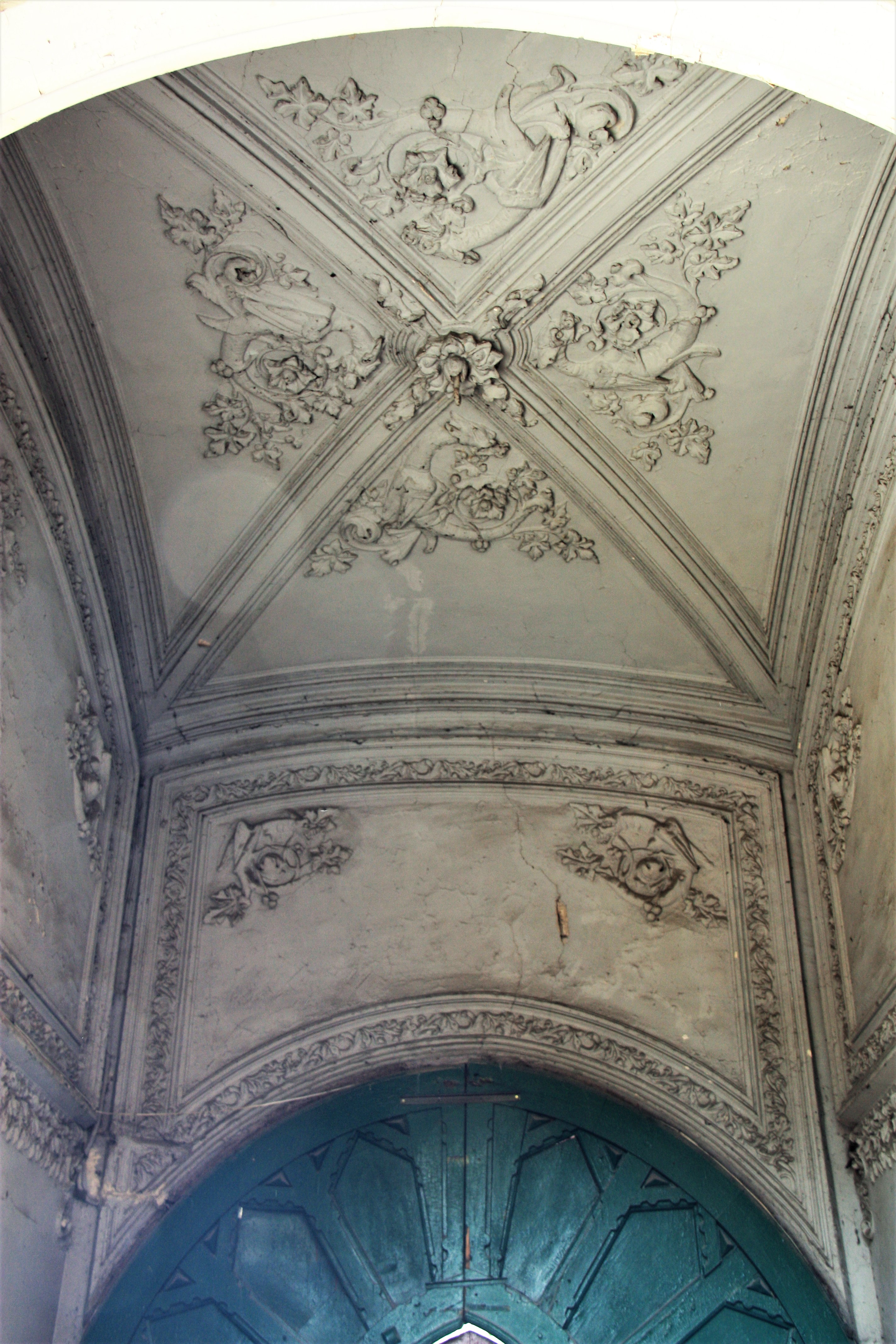
Драконы над аркой дворового проезда. ул. Ярослав вал, д. 1

Готических элементов в оформлении парадного фасада действительно много: это орнаменты и ограждения балконов, стрельчатые готические окна и тяжеловесные, «замковые» ворота дворового проезда. В эти мрачные готические мотивы искусно вплетён игривый мотив ренессанса. Дракончики, словно безобидные бабочки сидят на переплетениях виноградной лозы на своде дворового проезда. Ещё один элемент игры готика — ренессанс, две химеры над въездом во двор дома. Авторы книги «Киев в стиле модерн» описывают эту игру следующим образом: «Химерами также называют изображения фантастических чудовищ на готических соборах. Неоготические химеры „Приюта рыцаря“ скорее всего родом из того же мифологического семейства, но с трансформацией канонического образа, изменением его, вплоть до конфликта с традиционным его воплощением. Загадочные фигуры над аркой „Приюта рыцаря“ — проявление свойственной искусству конца ХІХ начала XX века игре „в древность“, когда религиозный сюжет или античный миф становился лишь отправной точкой свободной импровизации, иногда приводящей к отрицанию привычных понятий, перевёртыванию смысла, гротеску и иронии». В данном случае, по мнению авторов книги, трансформации подвергли канонический образ Сфинкса, превратив крылатое существо с телом льва и головой женщины в крылатое существо с головой льва и телом мужчины.
Ренессансные мотивы можно обнаружить и на дворовых фасадах дома. Вот как описан один из иконографических мотивов дворового фасада в исследовании Киев в стиле модерн: «…, на щипце торцевой „башни“, между кованых вензелей владельца дома и в тимпане, композиционно объединившем три окна, обосновался среди виноградных листьев древнегреческий Пан. Изображения винограда и рогатого Пана часто использовались в академическом искусстве как символ Аркадии, пасторального рая, страны экзальтированной любви, населённой пастухами и пастушками, нимфами и сатирами».

## Дореволюционный этап
Помещения на первом этаже дома Подгорского сдавались коммерческим учреждениям. Реклама кондитерской «У Золотых ворот» («A la porte d’Or») размещённая в газетах 1898 года, может составить определённое представление об уровне сервиса того времени: Английские бисквиты и вафли собственной фабрики. Скоро откроется булочная, кондитерская и кофейня в роскошном, специально обустроенном (по образцу столичных городов) помещении с электрическим освещением. Большой и разнообразный выбор всяких печений к столу и чаю… Развозка продуктов постоянным заказчикам. Дом Подгорского.
В 1907 году усадьбу приобрёл за 200 тыс. рублей дворянин Карл Ярошинский, который имел намерения значительно расширить владения, для чего прикупил соседние участки по улице Театральной, 4 и 6. В 1910 году ему принадлежали уже 2300 кв. саж. (1,05 га). Возможно, собственник планировал новое строительство.
На первом этаже «дома-замка» в 1912 году чех Йозеф Петраш открыл кинематограф «Уникат» на 100 мест.
Весной 1915 года, в разгар мировой войны, усадьбу приобрёл один из киевских «сахарных королей» Лев Бродский. Как и предыдущий собственник, он не проживал по этому адресу (у него был собственный особняк на Липках), а сдавал свою недвижимость в наём.
В начале 1918 года семь комнат снимала редакция газеты «Наша мысль». На втором этаже размещались меблированные комнаты г. Лисневича, а в подвале — пекарня Первого Еврейского потребительского общества.
В конце того же года усадьба находилась в общей собственности И. Дунаева и Х. Гительмахера.
В 1918 здесь пребывал первый президент Чехословакии Томаш Масарик и заседал национальный совет.
После национализации квартиры становятся коммунальными, а в наружном двухэтажном доме размещается окружная милиция, городская военная комендатура и другие учреждения.

## Современный этап
Здание по ул. Ярославов вал, 1, согласно решению Киевского горисполкома N49 от 21 июня 1986 года находится на государственном учёте как памятник архитектуры и градостроения, а также как памятник искусства местного значения (охранный N152).
Сейчас дом отселён и ожидает реставрации. Его собственник, депутат Киевсовета Александр Лойфенфельд, хотел провести внутри реконструкцию, но из-за кризиса решил дом продать. Дом оценили в 9 миллионов долларов США.
22 октября, во время встречи с Президентом Януковичем, Президент Республики Чехия Милош Земан предложил частично погасить государственный долг Украины (накопленный в ходе строительства украинской газотранспортной системы при участии чехословацких предприятий зафиксирован Ямбургским соглашением между СССР и Чехословакией от 1985 года) за счёт передачи чешскому посольству.

## В искусстве
В башне дома живут главные героини из цикла романов и повестей «Киевские ведьмы» писательницы Лады Лузиной.